# Casa Barbey
La casa Barbey es una casa unifamiliar construida en 1910 en La Garriga (Barcelona) por encargo de Juli Barbey Poinsard, que está considerada la obra más importante del periodo modernista de Joaquim Raspall por su calidad arquitectónica y por el embellecimiento de todos los elementos.
Ubicada en la cuarta manzana Raspall, junto con la torre Iris, la Bombonera y la casa Antoni Barraquer, fueron declaradas Bienes Culturales de Interés Nacional en 1997. Es la única de las cuatro casas con fachada a las cuatro calles, si bien el acceso principal es por la calle Figueral.

## Arquitectura
Se trata de una casa de nueva planta compuesta de semisótano, planta baja, planta y buhardilla, con una torre mirador de planta irregular que se levanta en la esquina noreste, con cubierta de dos aguas y rematada en cumbrera con un carenado de hierro forjado. En la cubierta, hecha de tejas vidriadas de diferentes colores, se encuentra una chimenea revestida de cerámica. Responde a la tipología de planta concentrada, con amplios vestíbulos en las dos plantas y una singular escalera central de barandilla de hierro en parábola que refuerza la interesante interrelación espacial. Destacan, como elemento decorativo, las columnas con capiteles florales y las barandillas.
En el exterior, hasta la planta baja está terminada en sillares de granito y el resto está estucada en color rosa con detalles cerámicos impostados.
Como otras casas de Raspall, la valla del jardín forma parte del lucimiento de los artesanos. En la casa Barbey cada tramo de valla entre pilares forma una suave curvatura decorada con trencadís tricolor en degradado que pasa del blanco al tostado. Las rejas son una excelente muestra de la forja modernista con motivos florales y figuras en "latigazo".

## Elementos destacables

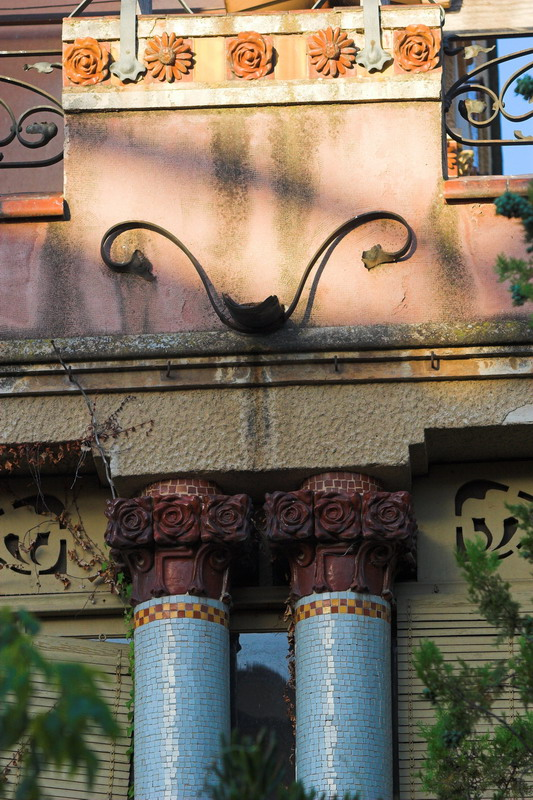
Detalles de los trabajos combinados de cerámica, mosaico y forja.

Encargada como segunda residencia por Juli Barbey i Poinsard, industrial textil y político catalán, está llena de elementos alegóricos al pensamiento catalanista, como ahora, la chimenea en cerámica y forja con un verso del Emigrante de Verdaguer y el escudo de Cataluña; en el exterior el Sant Jordi, todas ellas son obras de Lluís Brú i Salelles, a partir de un dibujo de Josep Triadó i Mayol.
En el exterior, hay un reloj de sol en la fachada sur, el manantial del jardín con esculturas de caracoles, la fuente de la pista de tenis, en el lado del Paseo, la jaula de pájaros, la escultura de cerámica del pantocrátor; el farol situado en el porche de la casa; las jardineras cerámicas sujetas por una forja modernista en golpe de látigo.
En el interior también encontramos la luz de sobremesa del comedor, la pintura mural (tema playa de Sitges) situada en la pared oeste del comedor, obra de Josep Triadó y Mayol, la barandilla y la lámpara de pie de la escalera del distribuidor; la salamandra en el primer piso, el conjunto de vitrales emplomados presentes en todo y los techos estucados con temas florales.

## El jardín

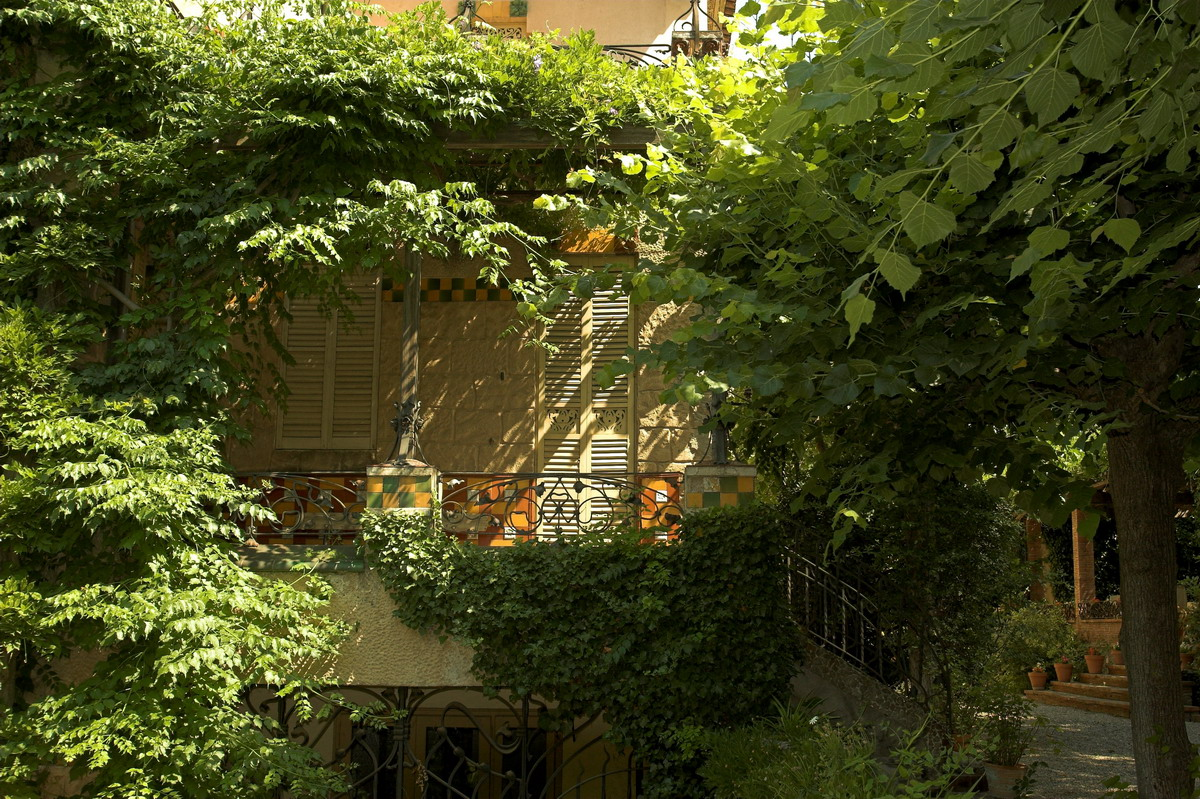
Fachada sur, donde está la parte más ancha del jardín, protegida del sol.

El jardín es una pieza fundamental en el conjunto de una casa de veraneo. La actividad en verano se hacía fuera y debía ser fresco, con zonas de intimidad y, a la vez, visible desde el exterior para denotar la categoría del propietario (esta función la cumple el acceso principal). Por otra parte, los jardines modernistas consumían poca agua (recurso muy escaso) y se diseñaban generando sombras con árboles caducifolios y enredaderas. El suelo era de gravilla para permitir pasear y evitar que se hiciera barro si llovía. Era costumbre tener puntos de agua, fuentes y manantiales que ampliaran la sensación de frescor.
En el jardín también encontramos un espacio en forma de galería con bancos y totalmente resguardado del sol y de la vista exterior a la zona este, junto a la pista de tenis.

## Galería de imágenes

Imágenes de la Casa Barbey
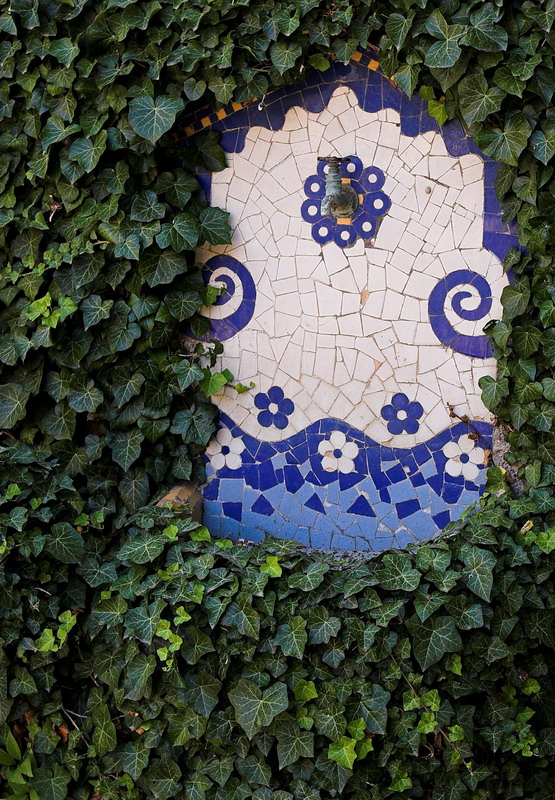
Fuente de la pista de tenis.
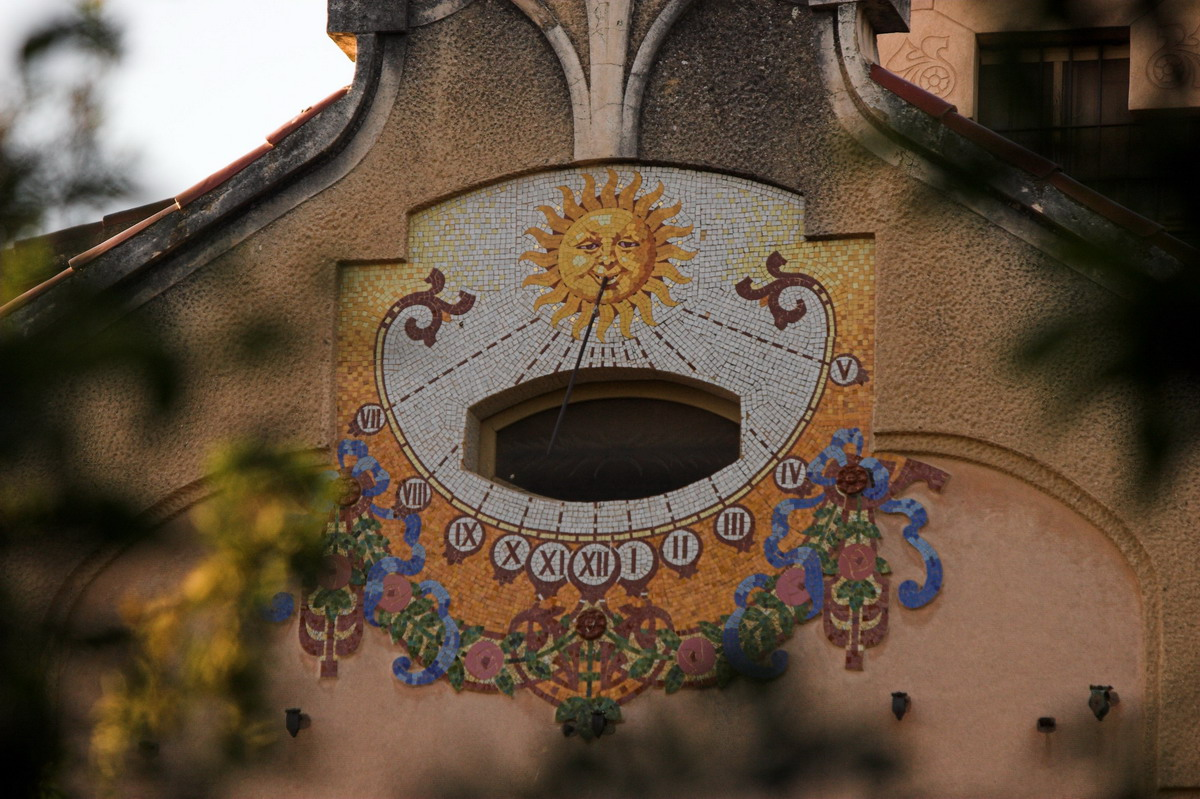
Reloj de sol.
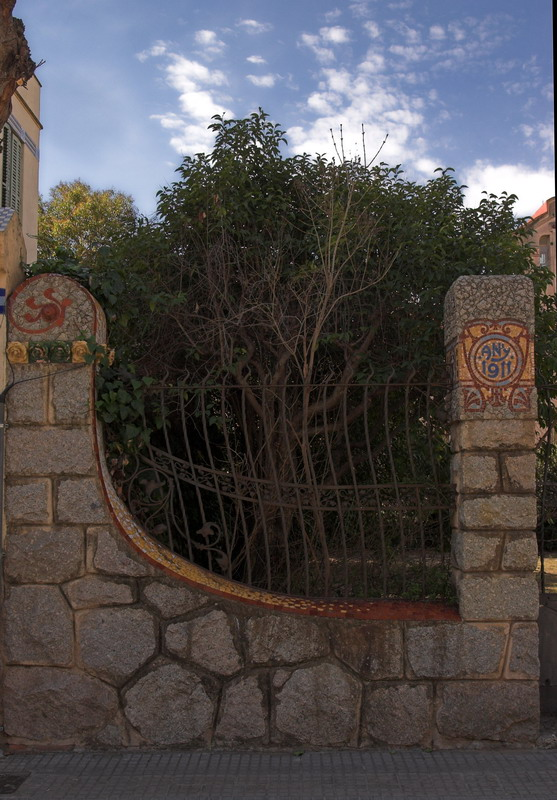
Valla de la calle.
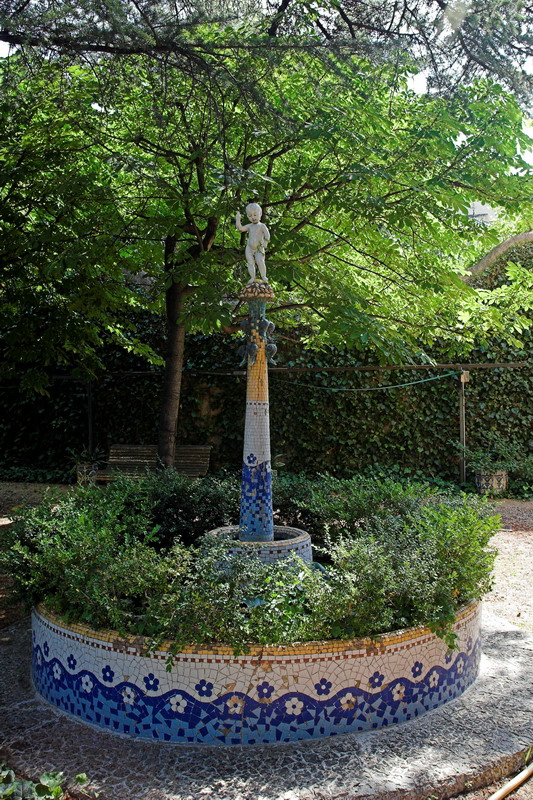
Fuente con surtidores en forma de caracol.
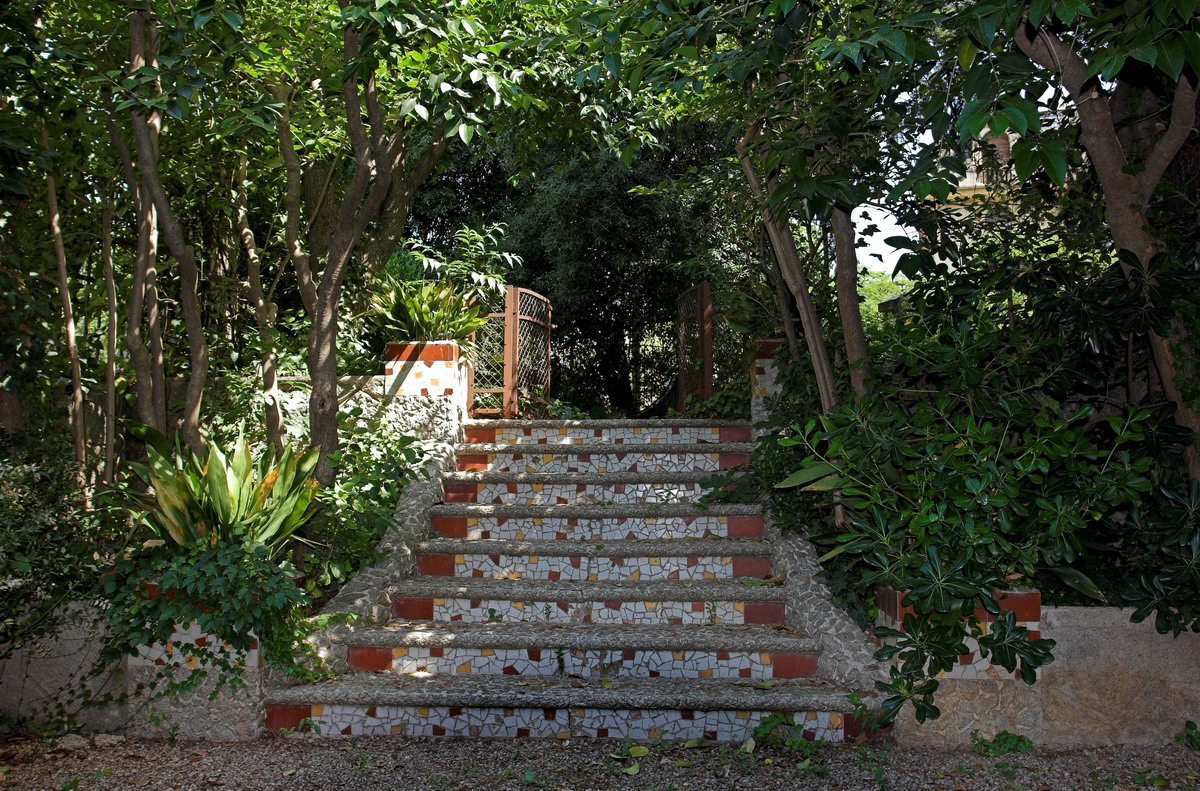
Escalera para acceder al jardín.
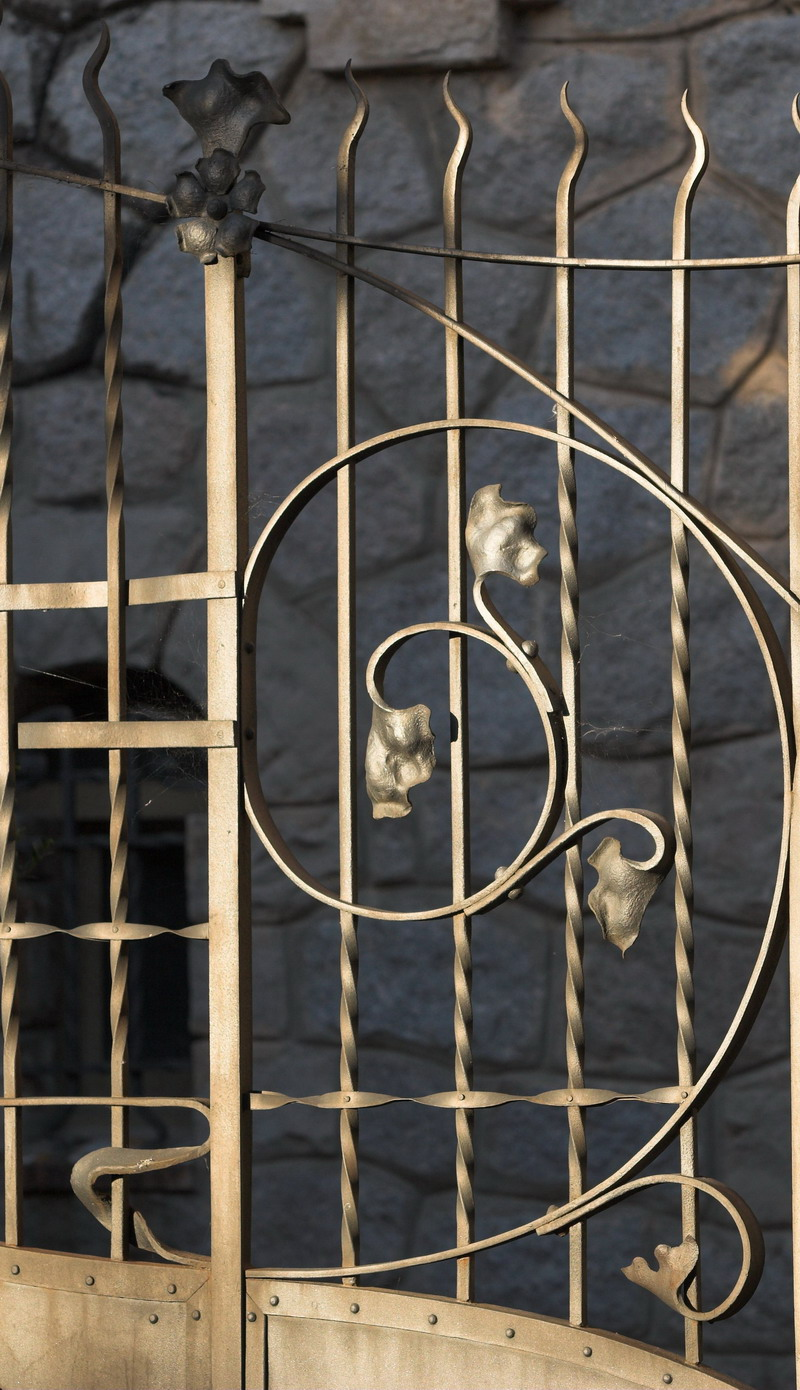
"Coup de fouet" en la reja de la puerta de servicio.